# Jardín Botánico y Zoológico de Chisináu
El Jardín Botánico y Zoológico de Chisináu (en rumano: Grădina Botanică din Chișinău), es un jardín botánico y zoológico de 104 hectáreas de extensión dependiente del Departamento de Geobotánica y bosques de la Academia de Ciencias de Moldavia.

Se encuentra en Chisináu, la capital de la república de Moldavia.

## Colecciones
Las plantas se encuentran agrupadas en diferentes secciones :
- Alpinarium, fundado en 1982 con 0,6 hectáreas y 50 especies
- Dendrarium, fundado en 1972 con 24 hectáreas 40 familias, 106 géneros, y 560 especies.
- Flora Moldava, fundado en 1972, con 10,7 hectáreas 30 especies de árboles, 18 especies de arbustos, 110 especies de plantas herbáceas
- Pinarium, fundado en 1972, con 10 hectáreas 4 familias, 10 géneros, 90 especies de pinos de todo el mundo.
- Rosaleda, fundada en 1980, con 3 hectáreas y 10 especies
- Floricultura, fundado en 1972, con 3,5 hectáreas y 3000 especies
- Siringarium, fundado en 1982, con 1 hectárea y 16 especies
- Plantas tropicales y subtropicales, fundado en 1975, con 0,003 hectáreas y 2550 especies
- Sector Ornamental,
- Fructuarium,
- Lianarium, con una colección de lianas y plantas trepadoras de todo el mundo.
- Iridarium

El zoológico está en periodo de formación.

## Actividades y laboratorios
El jardín desarrolla una intensa actividad investigadora para lo cual tiene laboratorios de: 
- Dendrología
- Embriología y Biotecnología
- Flora espontánea
- Silvicultura y Geobotánica
- Plantas aromáticas y medicinales
- Plantas de cultivos tradicionales
- Floricultura.

- Datos: Q1970380
- Multimedia: Botanical garden in Chișinău / Q1970380